# Nowe Wykno
Nowe Wykno – wieś w Polsce położona w województwie podlaskim, w powiecie wysokomazowieckim, w gminie Kulesze Kościelne.
W latach 1975–1998 miejscowość administracyjnie należała do województwa łomżyńskiego.

## Historia
Wykno Antiqua et Nova wymienione w 1612 r. w aktach sądowych rodziny Kuleszów herbu Ślepowron.
Wykno Stare i Wykno Nowe wchodziły w skład okolicy szlacheckiej Kulesze.
W roku 1827 wieś liczyła 41 domów i 205 mieszkańców.
Pod koniec XIX w. Słownik geograficzny Królestwa Polskiego i innych krajów słowiańskich informuje, że miejscowość znajduje się w powiecie mazowieckim, gmina Chojany parafia Kulesze. Nazwę wsi zapisywano jako Kulesze Wykno Nowe. W tym czasie 32. drobnoszlacheckich gospodarzy uprawiało 189 ha ziemi. Średnie gospodarstwo liczyło prawie 6 ha. Mieszkańcy posiadali również 11 ha lasów. W 1921 w miejscowości 43 domy i 258 mieszkańców.

## Obiektyzabytkowe
- dwa domy drewniane z końca XIX w.
- dwa domy drewniane z początku XX w.
- dom drewniany z 1912
- spichlerz z początku XX w.
- spichlerz z lat 30. XX w.[7]